# Claus Nissen (Bibliothekar)
Claus Nissen (* 2. September 1901 in Nordacker bei Tolk; † 12. Oktober 1975 in Bad Orb) war ein deutscher Bibliothekar, Bibliograf und Naturwissenschaftler.

## Leben und Wirken
Nissen verbrachte seine Schulzeit an der Domschule zu Schleswig und studierte anschließend Chemie, Physik, Mathematik und Philosophie an den Universitäten Kiel und Leipzig. Nach der Promotion über ein physiko-chemisches Thema 1924 und dem Staatsexamen 1926 kam er 1927 als Volontär an die Stadtbibliothek Mainz, wo er sein Berufsleben lang als Bibliothekar wirkte. Er wurde dort 1941 Bibliotheksrat, 1959 stellvertretender Leiter der Bibliothek und trat 1963 in den Ruhestand. Besonders seine Bibliografien sind von hervorragendem Rang, wobei sein besonderes Interesse der naturwissenschaftlichen Buchillustration galt.

## Schriften (Auswahl)
- Untersuchungen über die mechanische Peptisation von Schwermetallkarbonaten in Gegenwart von Schutzkolloiden. Philosophische Dissertation Leipzig. (7. Februar) 1925.
- Botanische Prachtwerke: Die Blütezeit d. Pflanzenillustration von 1740 bis 1840. In: Philobiblon. Jg. 6 (1933), Heft 7, S. 243–256; Heft 8, S. 287–304.
- Die ornithologische Illustration. Ein Überblick nebst einer Bibliographie schöner Vögelbücher. In: Philobiblon, Jg. 8 (1935), Heft 2, S. 69–89, Heft 3, S. 123–136, Heft 4, S. 169–180, Heft 5, S. 225–234, Heft 9, S. 436–440.
- Schöne Vogelbücher: Ein Überblick der ornithologischen Illustrationen nebst Bibliographie. Reichner, Wien u. a. 1936.
- Die naturwissenschaftliche Illustration: Ein geschichtlicher Überblick. Hempe, Bad Münster am Stein 1950.
- Schöne Fischbücher: Kurze Geschichte der ichthyologischen Illustration. Bibliographie fischkundlicher Abbildungswerke. Hempe, Stuttgart 1951.
- Die illustrierten Vogelbücher: Ihre Geschichte und Bibliographie. Hiersemann, Stuttgart 1953.
- Kräuterbücher aus fünf Jahrhunderten. Zürich/München/Olten 1956.
- Die botanische Buchillustration: Ihre Geschichte und Bibliographie. Hiersemann, Stuttgart 1951–1966
  - Bd. 1: Geschichte, 1951
  - Bd. 2: Bibliographie, 1951
  - Supplement, 1966
- Die zoologische Buchillustration: ihre Bibliographie und Geschichte. Hiersemann, Stuttgart 1966–1978
  - Bd. 1: Bibliographie, 1966–1969
  - Bd. 2: Geschichte, 1971–19

## Ehrungen
- Elisabeth Geck und Guido Pressler (Hrsg.): Festschrift für Claus Nissen zum 70. Geburtstag. Pressler, Wiesbaden 1973 [enthält Bibliografie Nissens 1925–1970, sowie ein Porträt].